# ألان ماكيفر
ألان ماكيفر هو موزع وعازف بيانو وملحن كندي، ولد في 17 يناير 1904، وتوفي في 15 يونيو 1969.

## روابط خارجية
- ألان ماكيفر على موقع IMDb (الإنجليزية)